# Maestro de Osma

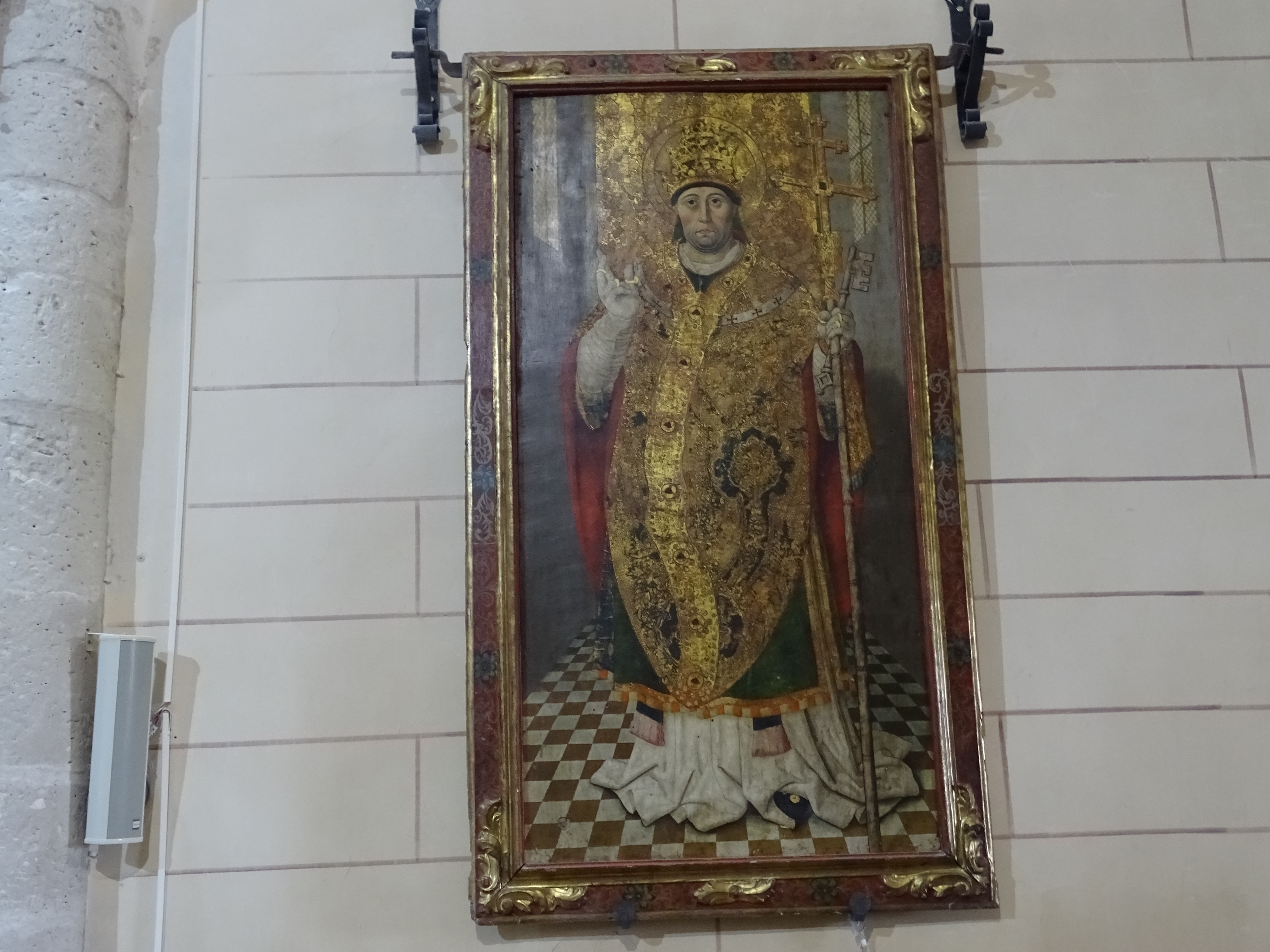
Óleo sobre tabla. Imagen de san Pedro Apóstol en Langayo

Se conoce con el apelativo de maestro de Osma  a un maestro anónimo activo entre finales del siglo XV y comienzos del siglo XVI; se le dio este nombre convencional por su autoría reconocida de los dos retablos de la catedral de El Burgo de Osma: el retablo de San Ildefonso y el retablo de la Virgen.  El hispanista investigador e historiador de Arte Chandler Rathfon Post, que estudió la obra de este maestro, cree que era oriundo de Guadalajara o de Toledo, asentado en El Burgo de Osma, aunque su actividad no se limitó a esta localidad y se distribuyó por otras regiones.
La obra de este escultor está repartida entre el Museo Arqueológico Nacional, Museo Diocesano de Valladolid, el Museo Lázaro Galdiano y algunas iglesias a lo largo de gran parte de la geografía española. Algunas pinturas viajaron  a México, París, Buenos Aires y al Museo Metropolitano de Nueva York.

## Características y obras
La técnica de este maestro es elemental y en ella destacan los elementos nórdicos y los italianos. Sus personajes suelen estar sobre un fondo medieval; visten largas túnicas vistosas y llamativas, llevan nimbos dorados y en los fondos pueden verse ricos brocados. Las arquitecturas en que viven sus personajes son góticas; casi siempre trabaja sobre grandes formatos y es de destacar las alfombras con decoración morisca que reproduce en sus obras.
Algunas obras no se mantuvieron en el lugar para el que fueron realizadas. En la catedral de El Burgo de Osma, en su museo se custodia su obra capital, el Retablo de San Ildefonso, con mazonería del siglo XVIII, pero hubo otras tablas (de 1516) que también dieron nombre al maestro y que se trasladaron a la colegiata de Berlanga de Duero (Soria) y se hallan en la capilla de los Bravo de Lagunas también llamada Obispo de Coria.. Son cuatro tablas colocadas en una mazonería gótica de principios del siglo XVI, obra avanzada del maestro de Osma en cuyos fondos se aprecia ya una arquitectura renacentista. 
- Obra descrita
- Retablo de san Ildefonso; catedral de El Burgo de Osma
- Capilla de los Bravo de Lagunas en Berlanga de Duero. Cuatro óleos sobre tabla

Procedente de Corrales de Duero y expuesto en el museo Diocesano de Valladolid es el  Retablo de San Miguel. 
En la iglesia de Langayo se conserva otro óleo sobre tabla, una figura de  San Pedro Apóstol. En el Museo Arqueológico Nacional de Madrid se custodian dos tablas de este maestro: Asunción de la Virgen (c.1500) y Adoración de los Reyes Magos (finales del siglo XV).

Obra descrita
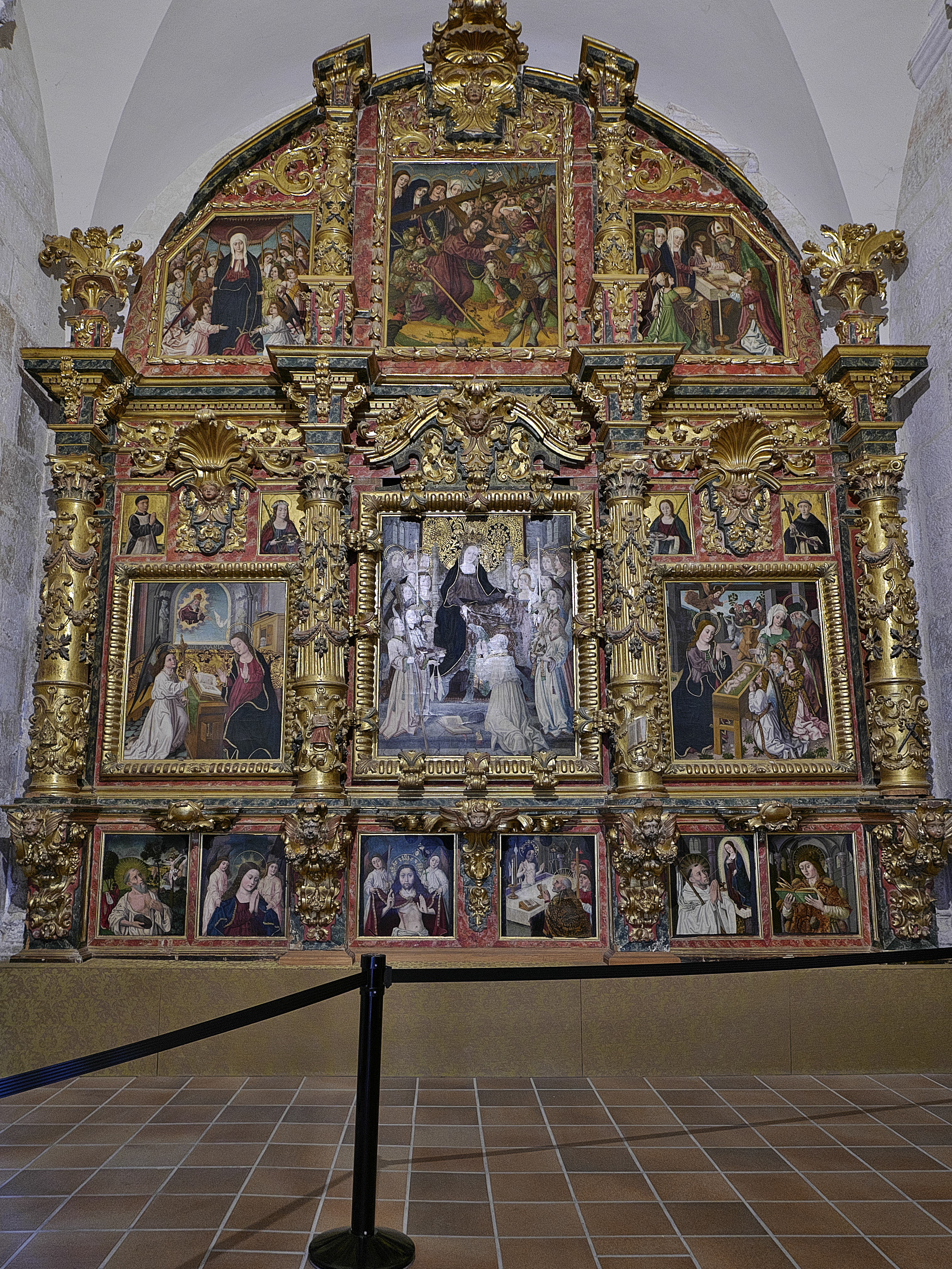
Retablo de San Miguel, museo Diocesano de Valladolid; procedente de Corrales de Duero
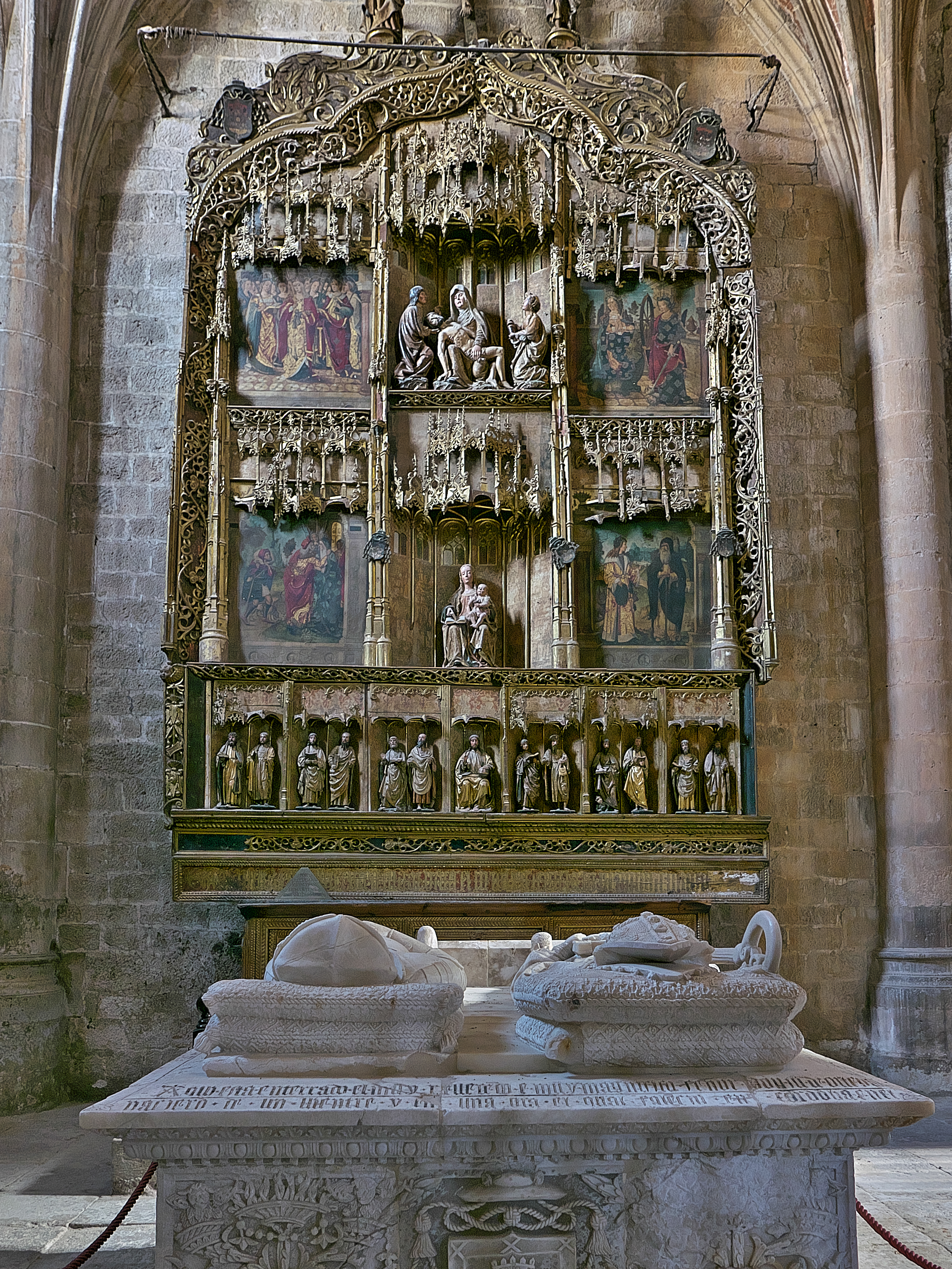
Asunción de la Virgen, Museo Arqueológico Nacional

En el museo de Valladolid se muestran unas tablas pertenecientes al retablo sobre la Vida de la Virgen, procedente de Curiel de Duero. Así mismo hay obra dispersa en el museo de Barcelona, en Valencia de Don Juan, en la Academia de San Carlos de México y en colecciones particulares como la colección Perriollat de París. Su obra llegó también al Museo Metropolitano de Arte de Nueva York y al Museo de Arte del Condado de Los Ángeles. En el Museo Lázaro Galdiano se encuentra la tabla que representa a San Antonio de Padua y San Bernardino de Siena y otra con el tema de la Santa Generación.

Obra descrita
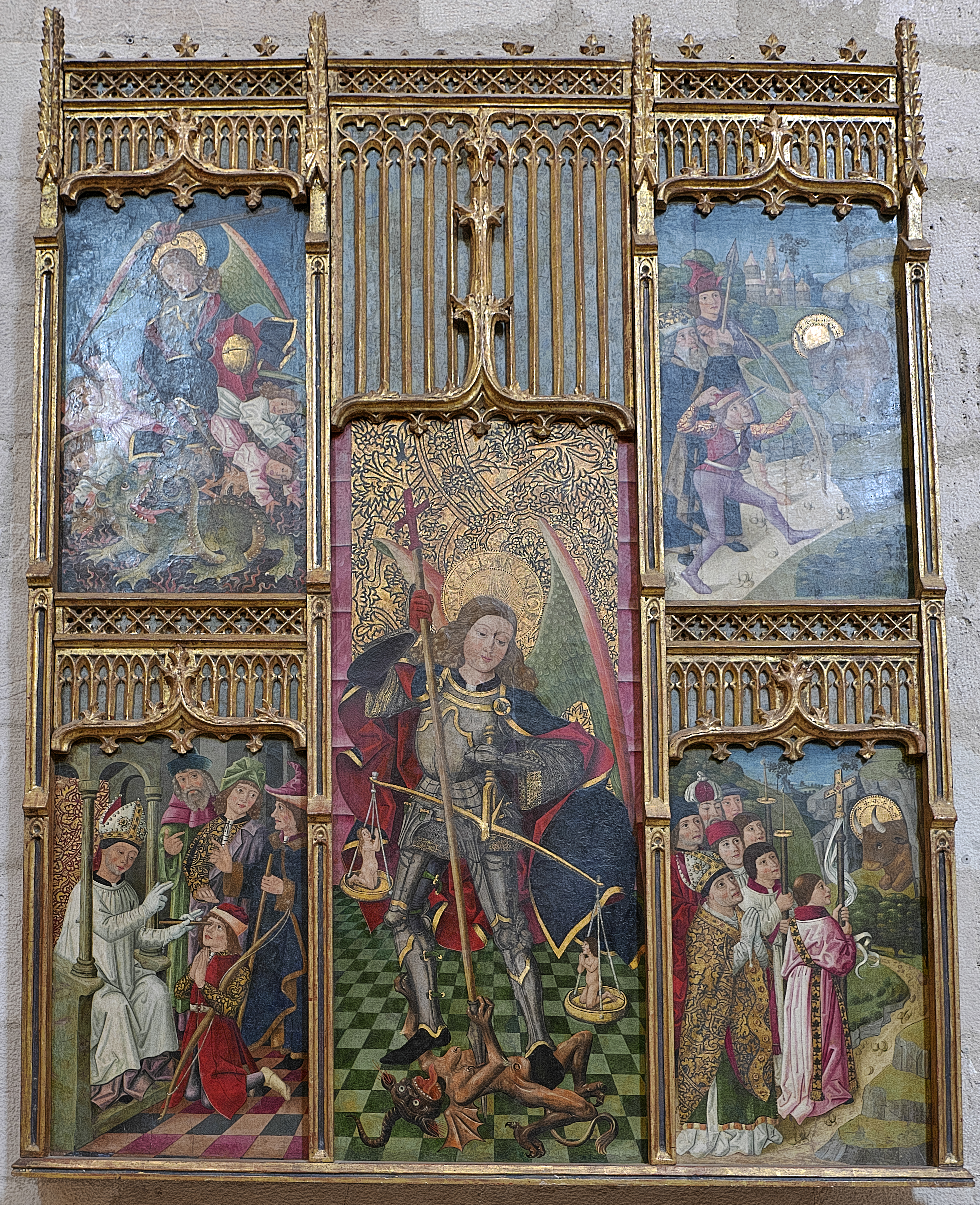
Vida de la Virgen, museo de Valladolid procedente de Curiel de Duero
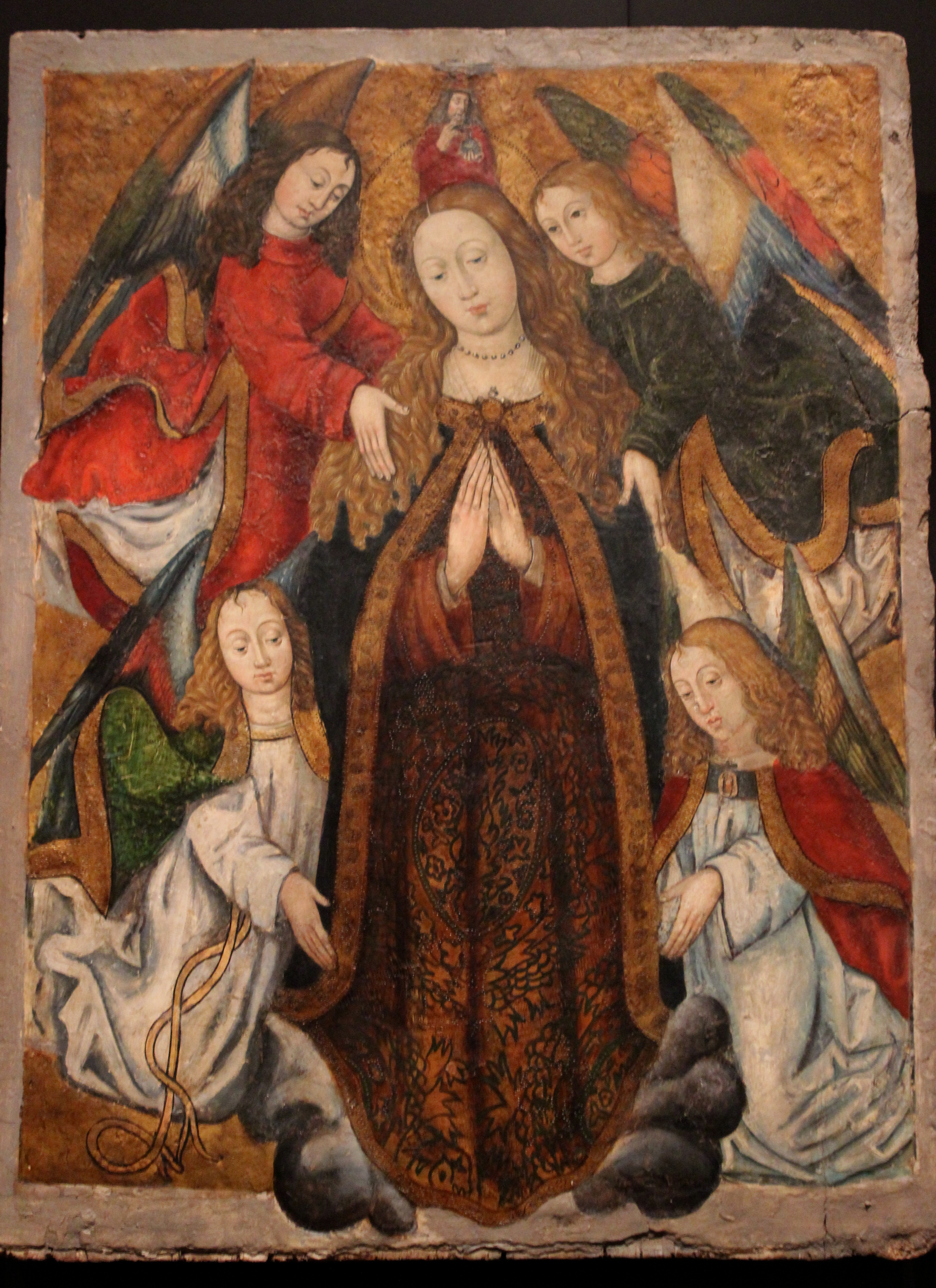
Santa Ana entronizada con la Virgen y el Niño. Museo Metropolitano de Arte de Nueva York

Obra descrita
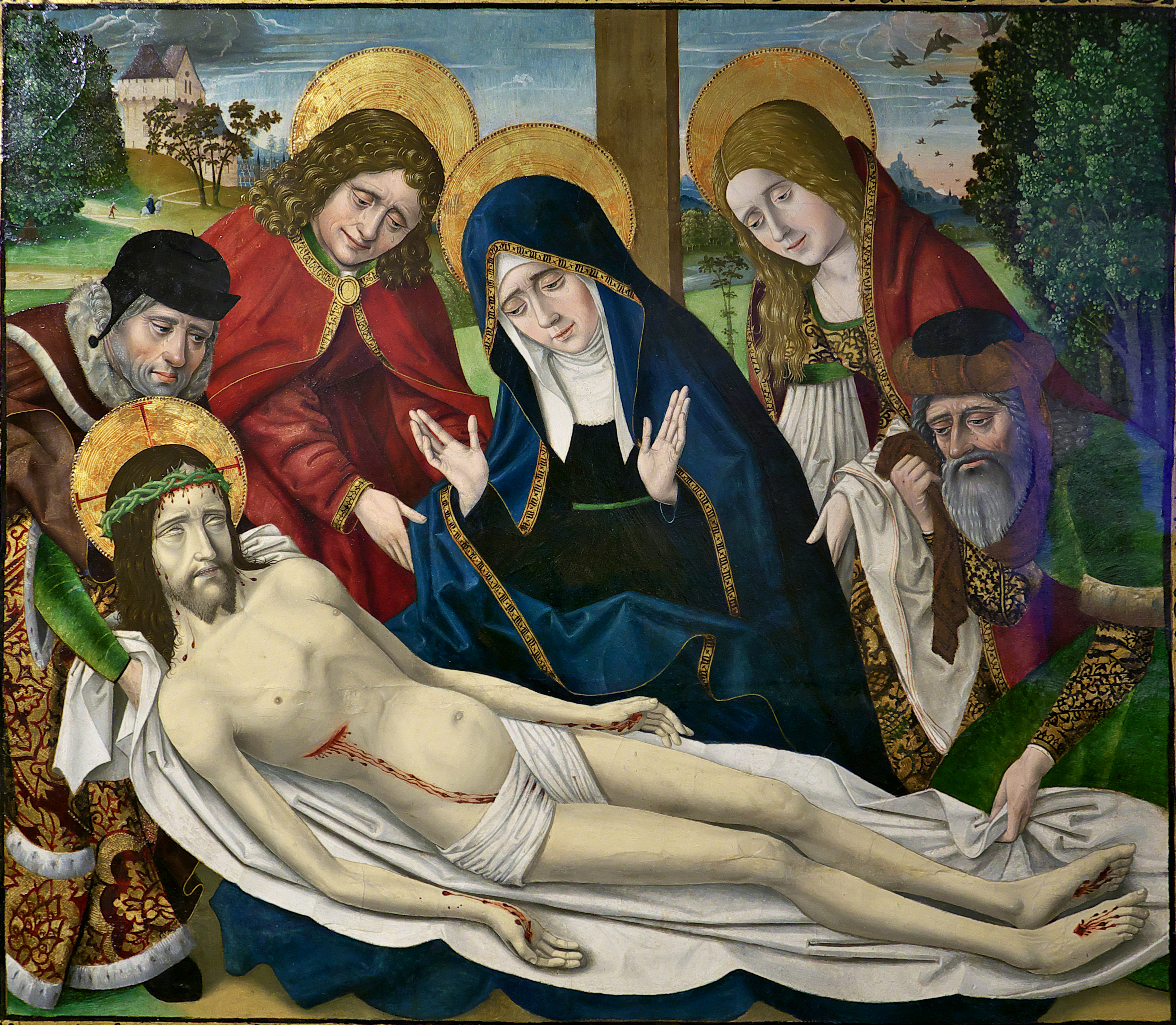
Cristo con la corona de espinas, hacia 1500. Museo de Arte del Condado de Los Ángeles
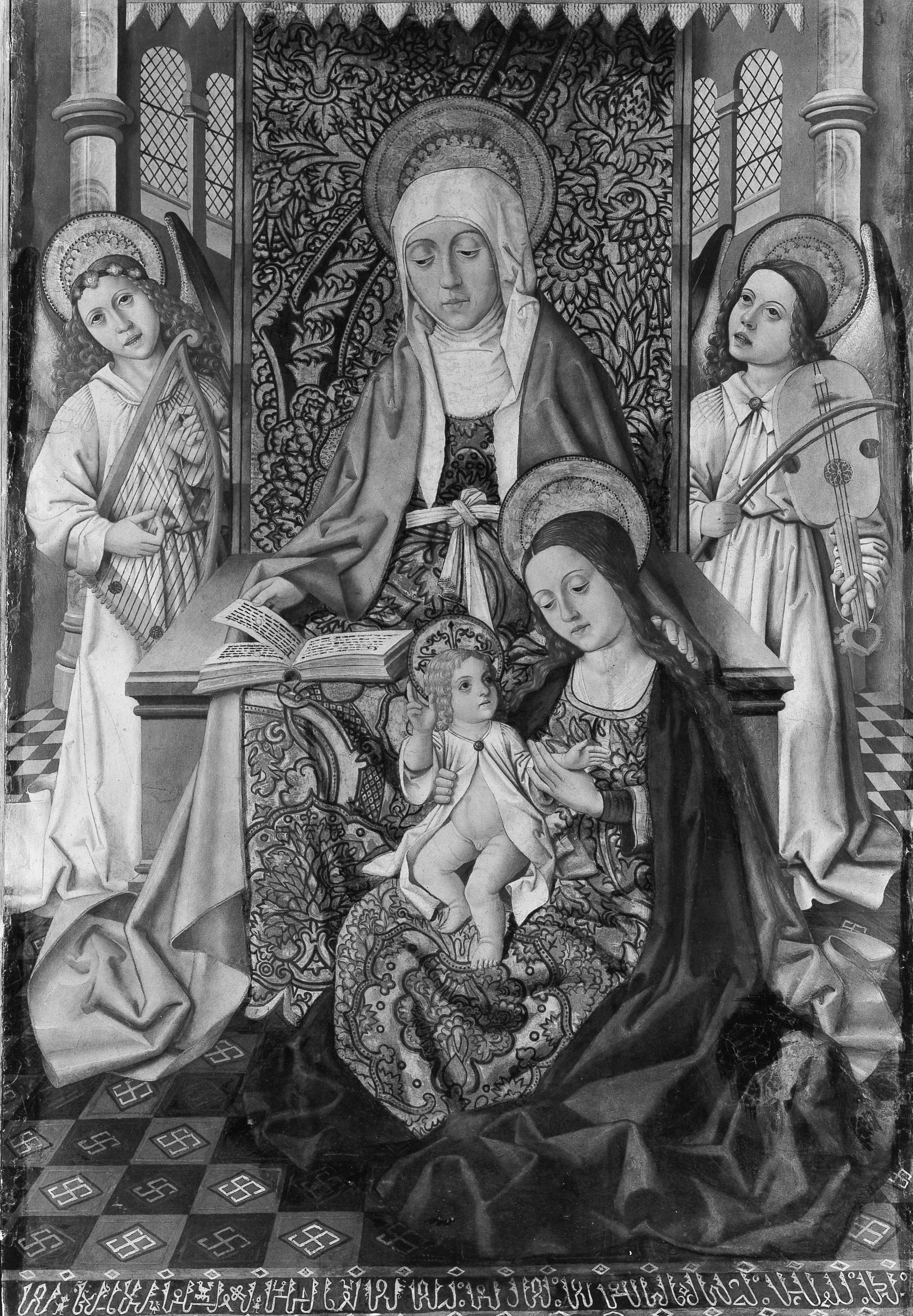
Santa Ana entronizada con la Virgen y el Niño. Museo Metropolitano de Arte de Nueva York
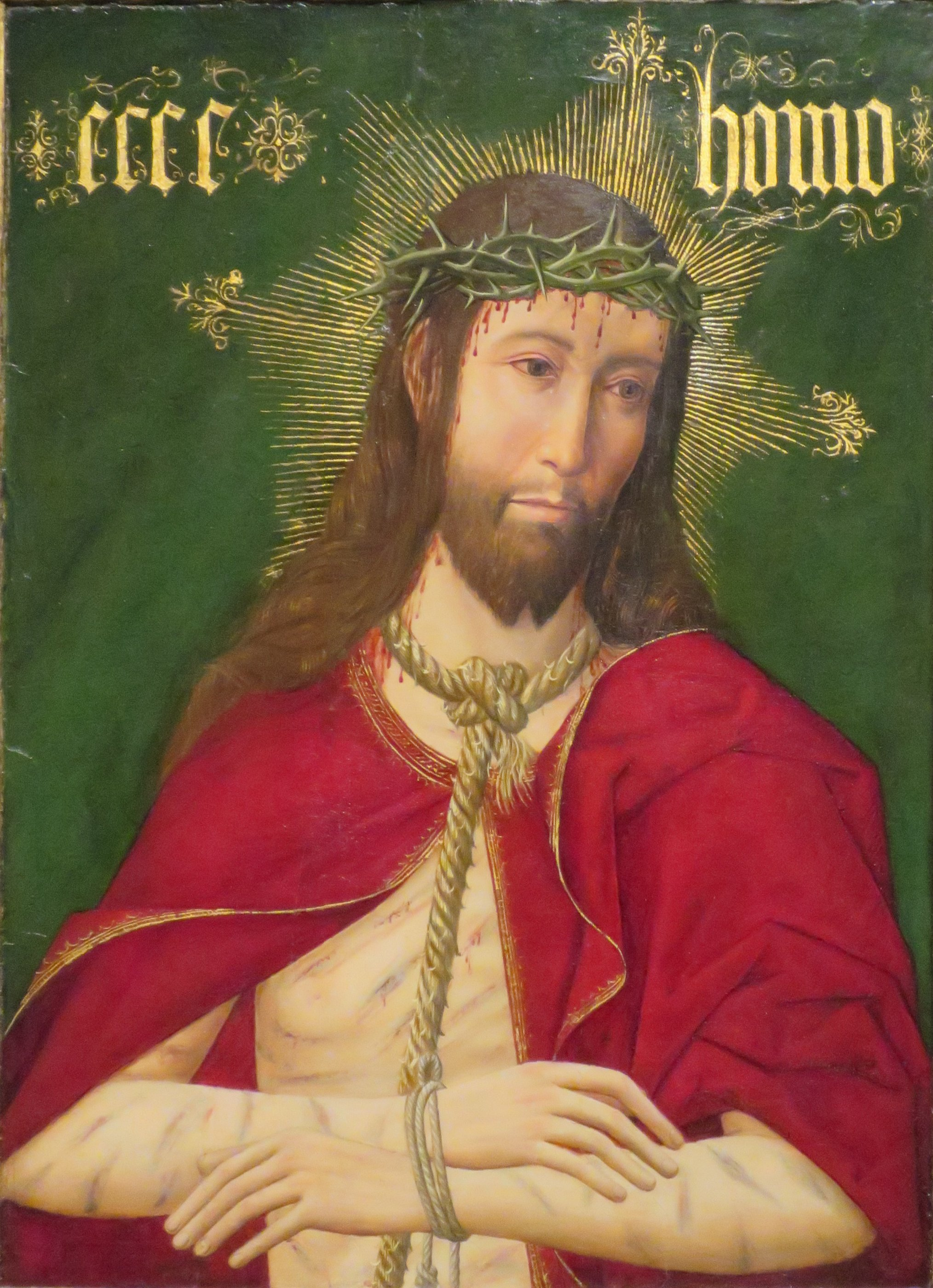
Cristo con la corona de espinas, hacia 1500. Museo de Arte del Condado de Los Ángeles
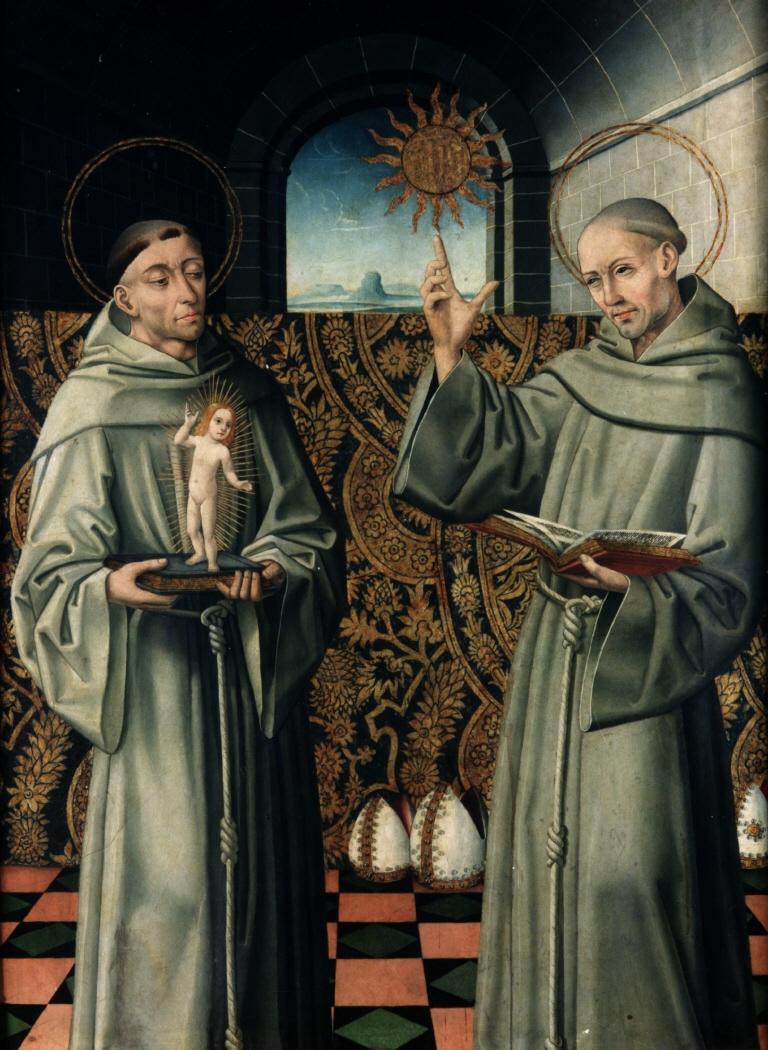
San Antonio de Padua y San Bernardino de Siena. Museo Lázaro Galdiano

Además de los óleos sobre tabla el maestro de Osma dedicó su tiempo y su talento a otro tipo de obras de arte: las miniaturas. Breviarios y cantorales fueron ricamente iluminados por el maestro con ornato vegetal, animales, putti y otras figuras y también con escenas representativas sobre la festividad de la Virgen. En la catedral de El Burgo de Osma se conserva la obra maestra Breviario del obispo Montoya así como una colección de cantorales que provienen del desaparecido monasterio jerónimo de Espeja. Muchas de las iniciales son en oro, azul y rojo y las letras capitales en oro laminado.
Retablo de Santa Ana de Sinovas 

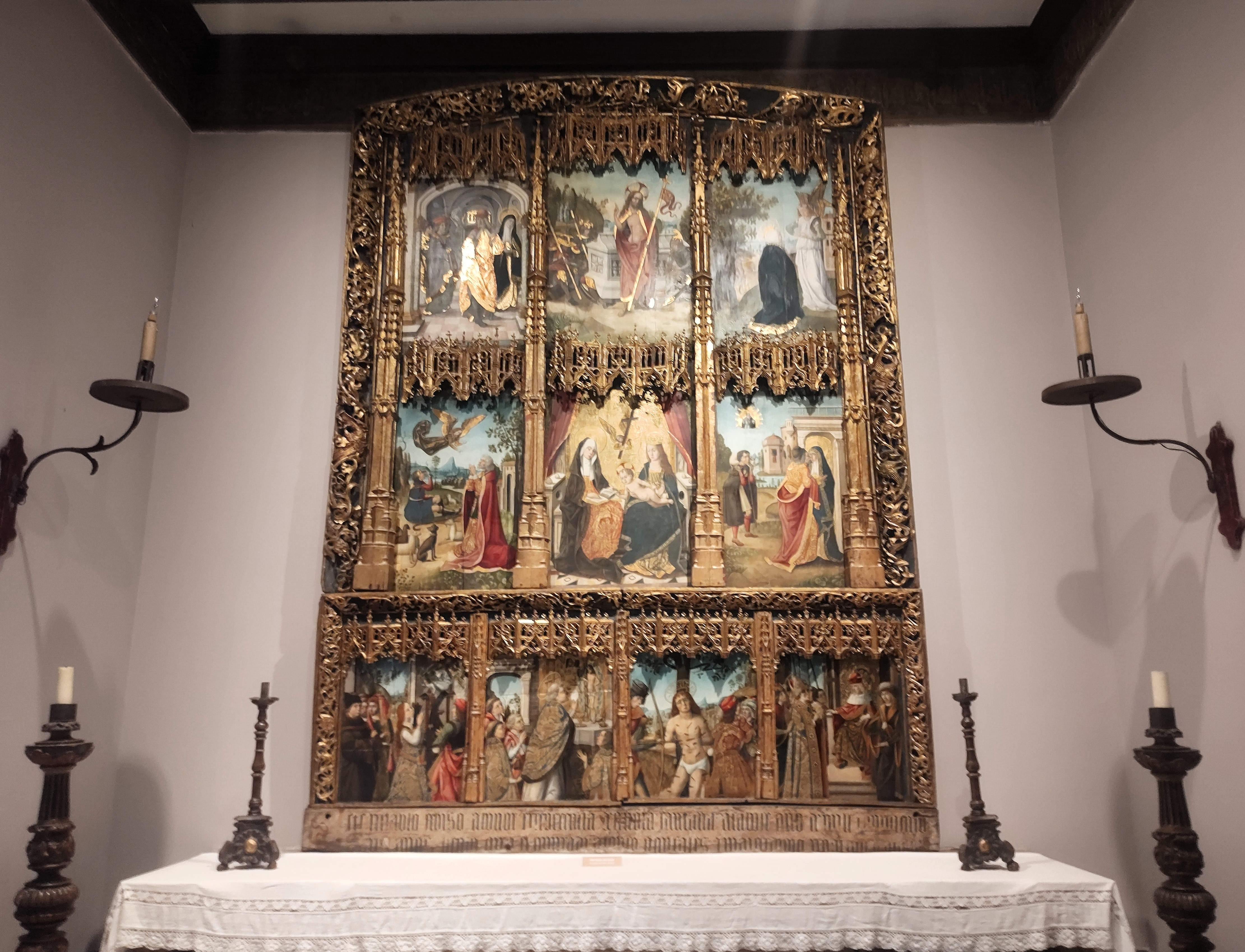
Retablo del maestro de Sinovas

En la iglesia de San Nicolás de Bari perteneciente a la localidad de Sinovas existió un retablo notable de autor desconocido que llevaba inscrita la fecha de 1503; este retablo estaba dedicado a la vida de Santa Ana y se conserva actualmente (año 2024) en la ciudad de Buenos Aires en el Museo de Arte Español Enrique Larreta.  Durante algunos años fue atribuida esta obra al maestro de Osma y así lo afirmaba el historiador José Camón Aznar. . El investigador e historiador Elías Tormo
conoció este retablo en 1916, lo estudió, lo divulgó y lo atribuyó a un pintor anónimo de principios del siglo XVI pero nunca lo adjudicó al maestro de Osma. En 1947 Chandler Rathfon Post propuso en su obra History of Spanish Painting la autoría de un pintor anónimo con características propias que él mismo llamó maestro de Sinobas (sic), muy cercano al maestro de Osma.